# Bosanska Rača
Bosanska Rača (en serbe cyrillique : Босанска Рача) est un village de Bosnie-Herzégovine. Il est situé dans la municipalité de Bijeljina, République serbe de Bosnie, et dans la région de Semberija.
Bosanska Rača est situé sur la rive gauche de la Drina, à proximité de la confluence de cette rivière avec la Save.